# Chlorid thallitý
Chlorid thallitý je anorganická sloučenina s chemickým vzorcem TlCl3.

## Příprava
Tetrahydrát chloridu thallitého lze připravit reakcí chloridu thallného s chlorem a vodou:
TlCl + Cl2 + 4 H2O → TlCl3·4H2O
Hydrát ztrácí krystalovou vodu za vzniku bezvodého chloridu thallitého reakcí s chloridem thionylu nebo s fosgenem  za přítomnosti chloru a za pokojové teploty:
TlCl3·4H2O + 4 SOCl2 → TlCl3 + 4 SO2 + 8 HCl
TlCl3·4H2O + 4 COCl2 → TlCl3 + 4 CO2 + 8 HCl
Bezvodý chlorid thallitý lze připravit oxidací thallia chloridem nitrosylu za vzniku aduktu TlCl3·NOCl, který při nízkém tlaku uvolňuje chlorid nitrosylu:
3 NOCl + Tl → TlCl3 + 3 NO

## Vlastnosti
Chlorid thallitý je hygroskopická pevná látka, která je rozpustná ve vodě, ethanolu a etheru. Krystalizuje v jednoklonné soustavě, typu chloridu hlinitého, s mřížkovými parametry a = 654 pm, b = 1133 pm, c = 632 pm, β=110° 12'. Tetrahydrát  je bezbarvá pevná látka, krystalizuje v orthorombické soustavě a jeho krystaly tají na vlhkém vzduchu.

## Využití
Roztoky chloridu thallitého jsou silná oxidační činidla a využívají se v organické a organokovové chemii.